# Avenida Sáenz
La avenida Sáenz es una arteria vial del sur la Ciudad de Buenos Aires, Argentina.

## Características
Es una de las avenidas más transitadas de la ciudad, lleva su nombre en honor al sacerdote y primer rector de la Universidad de Buenos Aires el Dr. Antonio Sáenz, posee comunicación con el Puente Alsina ex Puente Uriburu, que la une el barrio de Nueva Pompeya con el distrito de Lanús. Posee paradas de colectivos de más 20 líneas.
Recorre íntegramente por el barrio de Nueva Pompeya hasta Avenida Caseros, donde pasa a llamarse Avenida Boedo.

## Recorrido

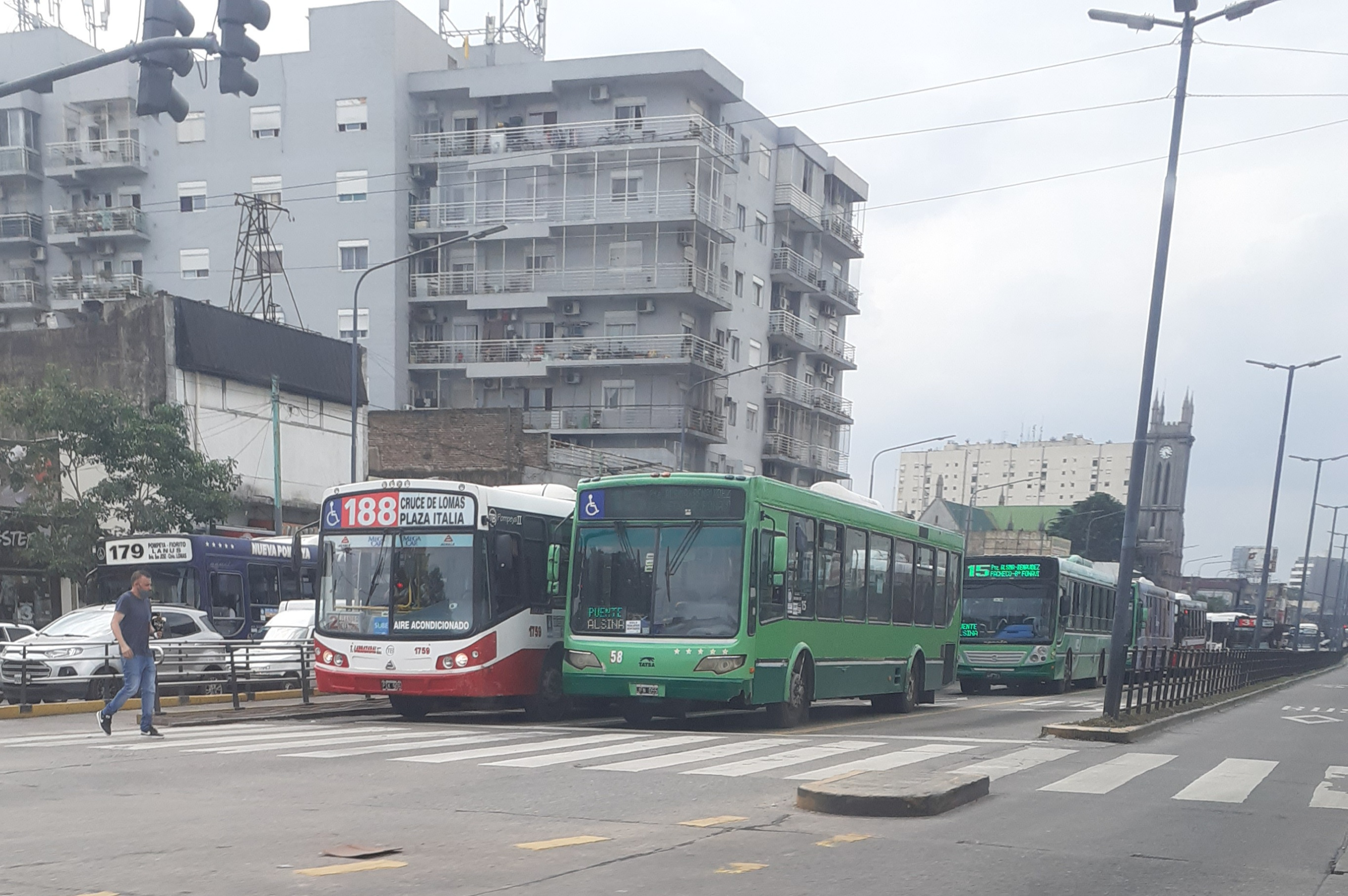
Metrobus de la avenida Sáenz

Nace a partir de la Avenida Caseros, siendo continuación de la Avenida Boedo para recorrer de punta a punta el barrio de Nueva Pompeya.
Su recorrido es en sentido norte-sur.
Las vías de la línea férrea Belgrano Sur cruzan en altura esta avenida. Allí se encuentra la Estación Dr. Antonio Sáenz. Unos pocos metros antes se produce una confluencia con las avenidas La Plata y Almafuerte, lo que da origen al bulevar de 4 carriles por sentido (con metrobús incluido) que recorre todo el barrio de Nueva Pompeya y continúa hasta llegar al Puente Alsina.
Luego de cruzar la transitada Avenida Perito Moreno, unos cuantos metros más adelante, nacen las avenidas Rabanal y Amancio Alcorta.
Termina en el Puente Alsina, donde luego de cruzarlo ingresa al partido de Lanús y cambia su denominación a Avenida Remedios de Escalada de San Martín.

## Cruces importante y lugares de referencia
A continuación, se resume el recorrido de esta avenida en un mapa esquemático.
|  | RM |

| RMq | RMKRZ | RMq |

| STRq | RMKRZ | CONTfq |

| STRl | RMKRZ | STRq |

|  | RM |

|  | RM |

| STRl | RMKRZ | STRr |

| BAHN | RMu + RGq |  |

| RMq | RMKRZ | RMq |

| STRq | RMTEEeq | lNAT |

| CHURCH | RM |  |

| RMq | RMKRZ | STRq |

|  | RM |

|  | RMTEEaq | RMq |

|  | RM |

| RMq | RMKRZ | STRq |

| WASSERq | RMoW | WASSERq |

|  | RM |

## Imágenes

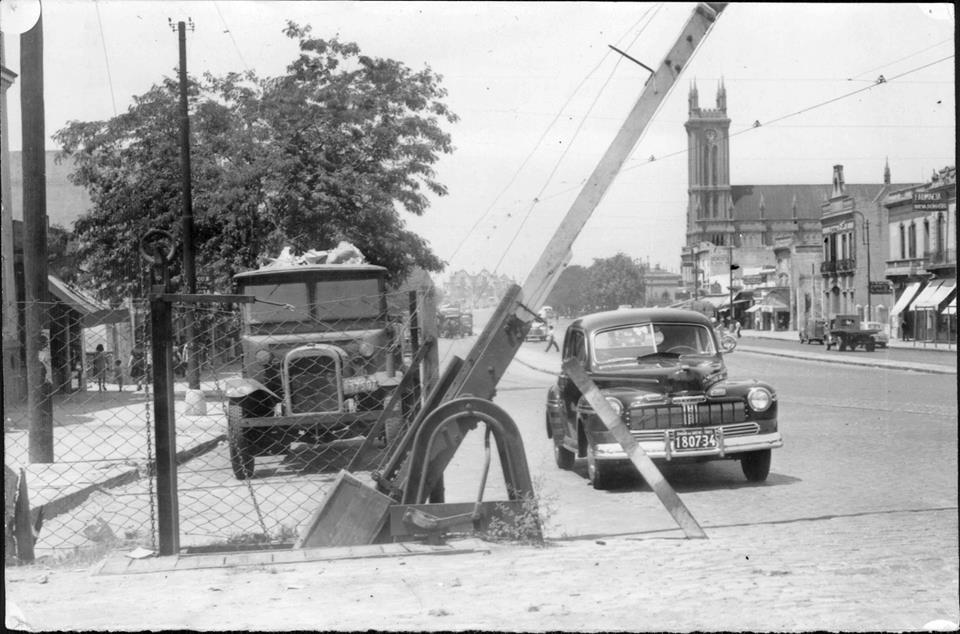
Ford Mercury 1947 en el paso a nivel del Ferrocarril Belgrano Sur.